# Bomba de rellotgeria

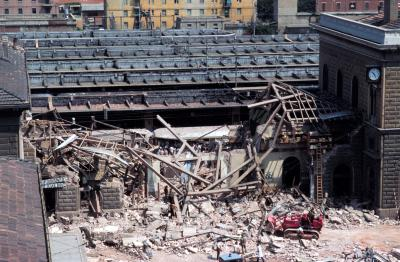
Conseqüències de l'atemptat amb bomba a l'estació de tren de Bolonya l'agost de 1980, que va matar 85 persones, l'esdeveniment més mortal durant els Anys de Plom.

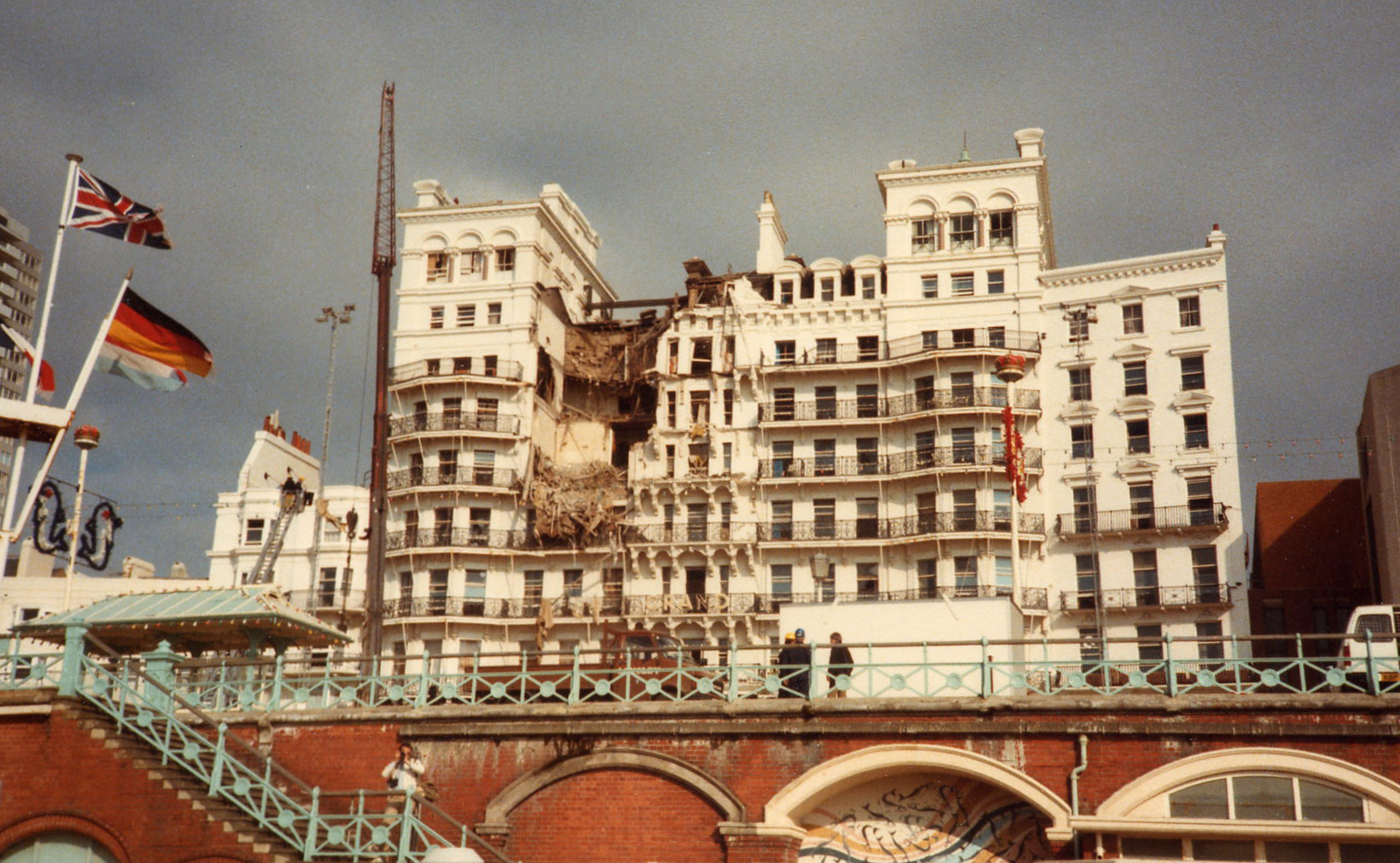
Conseqüències de l'atemptat amb bomba del Grand Hotel de Brighton (1984), dirigit contra la primera ministra britànica Margaret Thatcher, resultat d'una bomba de rellotgeria que s'havia col·locat a l'hotel gairebé un mes abans que detonés. Thatcher no va resultar ferida, però cinc persones més van morir i 31 van resultar ferides.

Una bomba de rellotgeria és una bomba la detonació la qual s'activa mitjançant un temporitzador. L'ús o l'intent d'ús de bombes de rellotgeria s'ha dut a terme per a diversos propòsits, com ara el terrorisme, l'assassinat, el sabotatge i la guerra. Són un recurs narratiu habitual en les pel·lícules de suspens i acció, ja que contribueixen a generar una tensió dramàtica i un ritme trepidant.

## Construcció
La càrrega explosiva és el component principal de qualsevol bomba i en constitueix la major part del volum i del pes. És l'element que causa els danys (juntament amb els fragments o metralla que l'explosió pot generar a partir del contenidor o d'objectes propers). La càrrega explosiva és detonada mitjançant un detonador.

Diagrama d'una bomba de rellotgeria simple en forma de bomba de tub.

El mecanisme de temporització d'una bomba de rellotgeria pot ser fabricat professionalment, ja sigui com a component separat o integrat dins del dispositiu, o pot ser improvisat a partir d'un temporitzador domèstic com ara un despertador mecànic, un rellotge de polsera, un temporitzador digital de cuina o un ordinador portàtil. El temporitzador es pot programar per comptar cap amunt o cap avall (habitualment aquesta darrera opció, ja que la bomba detona quan s'esgota el temps).

## Tipus
Els tipus de bombes de rellotgeria inclouen:
- Bomba d'acció retardada (bombes llançades per avions amb retard per augmentar el dany/interrupció).
- Artefacte explosiu improvisat (bombes "casolanes" amb un retard per permetre que la persona que col·loca la bomba s'escapi).
- Bomba adossada.[2]